# El Palmar (Venezuela)
El Palmar é uma cidade venezuelana, capital do município de Padre Pedro Chien.